# ب‌ام‌و ۶
ب‌ام‌و ۶ (به انگلیسی: BMW VI) یک موتور هواگرد ساختِ کارخانهٔ ب‌ام‌و در کشور آلمان است.